# Jo Cox
Helen Joanne Cox (sz. Leadbeater; 1974. június 22. – 2016. június 16.) brit politikus, a Munkáspárt tagjaként Batley és Spen választókerület parlamenti képviselője 2015 májusától haláláig.

## Fiatalkora
Cox a West Yorkshire-i Batley városában született 1974. június 22-én. Gyermekéveit a szomszédos Heckmondwike-ban töltötte. Anyja iskolai titkárként, apja egy fogpaszta- és hajlakk gyárban dolgozott. Középiskolai tanulmányait a helyi gimnáziumban végezte. Nyaranként az apját is foglalkoztató gyártóüzemben dolgozott diákmunkásként.
Cox társadalom- és politikatudományt hallgatott a Cambridge-i Egyetem Pembroke College-jában, ahol 1995-ben szerezte meg alapszakos diplomáját, családjából elsőként. Később a London School of Economics hallgatója volt.

## Karitatív tevékenysége
Politikai karrierjét Joan Walley munkáspárti képviselő (Stoke-on-Trent North) kampánystábjában kezdte, majd két évet Brüsszelben töltött Glenys Kinnock európai parlamenti képviselő munkatársaként. 2001 és 2009 között bekapcsolódott az Oxfam nemzetközi segélyszervezet tevékenységébe, ebben a minőségben különböző posztokat töltött be Brüsszelben, Londonban majd New Yorkban. Később úgy nyilatkozott, hogy ezen munkája, különösen mikor afganisztáni és darfuri menekültekkel került kapcsolatba, nagy hatással volt későbbi politikai pályafutása szempontjából.
Hazatérve Gordon Brown miniszterelnök feleségének, Sarah Brown karitatív munkáját segítette, aki a gyermekhalandóságra kívánta felhívni a figyelmet. Közben különböző nőjogi és modern rabszolgaság-ellenes jogvédőszervezetek tevékenységében is szerepet vállalt.

## Parlamenti pályafutása
Pártja, a brit Munkáspárt a leköszönő Mike Wood helyére jelölte szülővárosa, Batley és Spen választókerület képviseletére a 2015-ös parlamenti választáson. Jelölését a pártja által a gyakorlatba átültetett női kvótának köszönhette. A választókerület biztos befutóhelynek számított a Munkáspárt számára, így nem meglepő módon Cox győzedelmeskedett a szavazatok 43,2%-ával, mintegy hatezer szavazattal ráverve konzervatív riválisára.
Első parlamenti beszédét 2015. június 3-án mondta el a House of Commons ülésén, felhívva a figyelmet az általa képviselt választókerület etnikai megosztottságára és gazdasági nehézségeire. Egyike volt azon 36 munkáspárti képviselőnek, akik Jeremy Corbynt jelölték a Munkáspárt élére a vesztes 2015-ös parlamenti választás után, miután Ed Miliband lemondott. Cox azzal érvelt, hogy a párton belül megosztó személyiségnek számító Corbynt azért segítette hozzá a jelöléshez, hogy neve felkerülhessen a jelöltek listájára, és így kiszélesítse a vitát a párt előtt álló célkitűzéseket illetően. A tisztújításon már Liz Kendallra szavazott, végül Corbyn győzedelmeskedett. 2016 májusában már sajnálatát fejezte ki Neil Coyle képviselőtársával együtt, hogy az előző évben Corbynre szavazott.
Az európai migrációs válság elmélyülésével Cox figyelme a szíriai polgárháború és az azzal járó menekültek és migránsok helyzete felé fordult. 2015 októberében egy, a The Observerben Andrew Mitchell konzervatív képviselővel közösen írt cikkben szorgalmazta, hogy Szíriában a brit hadsereg segítségével demilitarizált zónát kellene létrehozni a menekültek megsegítésére. Még ugyanabban a hónapban Cox létrehozta a Szíria Barátai elnevezésű parlamenti képviselőcsoportot, amelynek elnöke lett. Öt munkáspárti képviselő egyikeként tartózkodott azon a szavazáson, ahol a brit alsóház eldöntötte, hogy az ország részt vesz az Iszlám Állam (ISIS) elleni küzdelemben, úgy értékelte, hogy a beavatkozás nem segíti elő a békés rendezés ügyét. Cox a polgári lakosság megsegítésére és a béke előmozdítására kívánta helyezni a hangsúlyt.
Cox szintén támogatója volt a Palesztina és Közel-Kelet Barátai munkáspárti képviselőcsoportnak is, többek között a gázai övezet blokádjának és a brit kormány által kibocsájtott gazdasági embargó feloldását is követelte.

## Halála
Cox elszántan kampányolt a Brexit, azaz Nagy-Britannia Európai Unióból történő kilépése ellen. 2016. június 16-án kampánykörútja során halálosan megsebesítette egy Thomas Mair nevű magányos merénylő Birstall városában. Halálának hírére mindkét oldal bejelentette, hogy felfüggesztik kampányukat.
Szemtanúk szerint Coxot három lövés és számtalan késszúrás érte. Egy 77 éves férfi szintén megsérült, amikor segíteni próbált a képviselőnőnek. A beszámolók szerint a merénylő "Britannia a legfontosabb!" felkiáltással támadt Coxra. A hasonnevű szélsőjobboldali párt visszautasította, hogy közük lenne a merénylethez.
A képviselőnőt életveszélyes sérülésekkel szállították a leeds-i kórházba, ahol négy órával később elhunyt. Cox volt az első parlamenti képviselő 1990 óta, aki gyilkosság áldozatává vált Nagy-Britanniában. Abban az évben a Konzervatív Párt Eastbourne-i képviselője, Ian Gow ellen követtett el gyilkos merényletet az Ír Köztársasági Hadsereg (IRA).
A merénylőt később az 52 éves Thomas Mair személyében azonosították. A Cox választókerületében élő személy pszichiátriai kezelés alatt állt, és kapcsolatban állt különböző észak-amerikai neonáci csoportosulásokkal. A következő napon a West Yorkshire-i Rendőrség nyilatkozatban megerősítette, hogy célzott támadásra került sor, amelynek motivációja mögött a merénylő politikai meggyőződése húzódott meg.